# Carlos Garrote
Carlos Garrote Ballestero (Zamora, 16 luglio 1991) è un canoista spagnolo, campione del mondo a Montemor-o-Velho 2018 nel K1-200 metri.

## Palmarès
| Anno | Manifestazione          | Sede             | Evento  | Risultato | Prestazione | Note  |
| ---- | ----------------------- | ---------------- | ------- | --------- | ----------- | ----- |
| 2017 | Europei                 | Plovdiv          | K1 200m | Bronzo    | 34"057      | [ 1 ] |
| 2017 | Mondiali                | Račice           | K2 200m | Argento   | 31"278      |       |
| 2017 | Mondiali                | Račice           | K4 500m | Argento   | 1'18"371    |       |
| 2018 | Europei                 | Belgrado         | K1 200m | Oro       | 34"655      |       |
| 2018 | Giochi del Mediterraneo | Tarragona        | K1 200m | Oro       | -           |       |
| 2018 | Mondiali                | Montemor-o-Velho | K2 200m | Oro       | 35"259      |       |
| 2019 | Mondiali                | Seghedino        | K1 200m | Bronzo    | 35"12       |       |